# Farneška zdjela
Šalica Farnese ili Tazza Farnese kameja je zdjela ili šalica izrezbarena u tvrdom kamenu iz 2. stoljeća prije Krista izrađena u helenističkom Egiptu u četveroslojnom sardoniks ahatu, sada u Napuljskom nacionalnom arheološkom muzeju To je zdjela široka 20. cm, slična grčkoj fiali ili rimskoj pateri, bez postolja. Sadrži reljefne rezbarije na vanjskoj i unutarnjoj površini, a promjera je dvadesetak centimetara.
Nema sačuvanih dokaza o tome kada i zašto je komad napravljen, iako postoji opći konsenzus među znanstvenicima da je nastao u Aleksandriji, zbog miješanja staroegipatske i starogrčke ili rimske ikonografije koja se nalazi u njegovim reljefnim rezbarijama. Na temelju navedenog, zanstvenici procjenjuju raspon vremena u kojem je mogala biti stvoren na od oko 300. pr. Kr. do 20. pr. Kr.
Donja strana ima veliku gorgoninu glavu koja zauzima veći dio područja, vjerojatno namijenjena za obranu zla. Gornja strana ima scenu s nekoliko figura koja je dugo zbunjivala znanstvenike. Čini se očito alegorijom koja sadrži nekoliko božanskih likova i možda personifikacija, ali ne odgovara nijednom drugom poznatom prikazu i tumačena je na nekoliko različitih načina.

## Povijest
Podrijetlo Tazza Farnese je nepoznato, ostavljajući arheolozima i povjesničarima umjetnosti da teoretiziraju datum i svrhu njezina stvaranja. Dok se obično uzimaju u obzir njegova veličina i korišteni materijal, do teorija o podrijetlu uglavnom se dolazi individualnom analizom ikonografije djela, te stoga variraju od analize do analize.
Mnogi arheolozi i povjesničari umjetnosti pripisuju Tazzu helenističkom razdoblju, tvrdeći da je miješanje grčkih i egipatskih kulturnih simbola, kao i sredstva potrebna za naručivanje tako velike kameje od dragog kamena, vežu uz dvor Ptolemejevića dvor. Iako nije široko rasprostranjeno stajalište, novije analize djela pripisale su mu kasniji datum, u Augustovom razdoblju.
Nakon Augustova osvajanja Egipta 31. pr. Kr., Farneseov pehar vjerojatno je kupila Rimska riznica; prema nekima, nastao je tek nakon što su Rimljani zauzeli Egipat. Čini se da je kasnije odneseno u Bizantij, a zatim natrag na zapad nakon što je ovaj grad opljačkan 1204. godine tijekom Četvrtog križarskog rata. Do 1239. nalazio se na dvoru Fridrika II., odakle je zatim stigao do perzijskog dvora u Heratu ili možda u Samarkandu, gdje ga dokumentira suvremeni crtež; odatle je pronašao put do dvora Alfonsa Aragonskog u Napulju, gdje ga je Angelo Poliziano vidio 1458. Lorenzo Veličanstveni je konačno kupio čuvenu "scutella di calcedonio" u Rimu, 1471. godine. Odatle je preko Margarete Austrijske došao u posjed obitelji Farnese i tako u napuljski Nacionalni arheološki muzej

## Ikonografija
Iako se neke analize ikonografije Tazza Farnese nadovezuju na prethodne analize i proširuju ih, svaki znanstveni tekst o djelu dovodi do malo drugačije teorije o njegovom inherentnom značenju.

### Eugene J. Dwyer
U svojoj analizi Tazza Farnese, Dwyer se oslanja na prethodne analize stručnjaka na tom području, uključujući Ennia Quirina Viscontija, Frederica Louisa Basteta i Reinholda Merkelbacha, između ostalih. Dwyerove dvije glavne tvrdnje su da je ikonografija pronađena u unutarnjim i vanjskim rezbarijama sofisticirana mješavina grčkih i egipatskih filozofskih i religioznih koncepata i da kompozicija isklesanih figura odgovara određenim zviježđima koja, po svojoj orijentaciji, nalikuju karti noćno nebo tijekom doba godine u kojem bi se dogodila poplava Nila. Dodjeljujući djelu višestruko religijsko i filozofsko značenje, Dwyer se opetovano poziva na Corpus Hermeticum. Točnije, on ukazuje na Poimandres i na to kako figure unutarnje rezbarije blisko odgovaraju elementima koje predstavlja u svojoj raspravi o stvaranju života. On koristi ovu referencu kako bi svakoj figuri dodijelio odgovarajućeg grčkog i/ili egipatskog boga. U tom smislu, Dwyer postavlja djelo kao izravnu ilustraciju stvaranja života koju bi lako razumjeli i Grci i Egipćani koji su živjeli u vrijeme kada je stvorena Tazza. Iako Merkelbachu pripisuje zasluge što je prvi došao do te teorije, Dwyer također raspravlja o figurama i njihovom položaju na komadu koji odgovaraju određenim zviježđima na astronomskoj karti. Konkretno, Dwyer dodjeljuje svaku figuru sazviježđima koja bi se zajedno vidjela na nebu tijekom doba godine kada je došlo do poplave Nila. On tvrdi da se kroz ovu prividnu kartu noćnog neba tvorac Tazze izravno referirao na vrijeme poplave Nila kako bi potpunije predstavio koncept božanskog stvaranja života.

### Julia C. Fischer
Fischer je jedan od rijetkih koji je Tazza Farnese pripisao augustovskom datumu, a ne helenističkom. Njezina analiza djela stoga se usredotočuje na preispitivanje predrasuda do kojih su došli drugi znanstvenici koji su mu pripisali helenistički datum, kao i na pokušaj pružanja dokaza za svoju tvrdnju o avgustovskom datumu. Fischerov glavni dokaz za smještanje komada u Augustovo razdoblje njegova je veličina i materijal od kojeg je izrezbaren. Ona raspravlja o nestabilnom ekonomskom položaju Ptolemejevog dvora, tvrdeći da sredstva za takav komad ne bi bila dostupna sve do poboljšanja gospodarstva tijekom Augustovog razdoblja. Fischer također raspravlja o tome da dok djelo sadrži mješavinu grčkih i egipatskih figura, koncepata i metoda, ono također sadrži izrazito rimske aspekte, posebno u romaničkim značajkama rezbarije Gorgone koja se nalazi na vanjskoj strani djela.

### John Pollini
Poput Julije C. Fischer, John Pollini pripisuje Tazza Farnese Augustovom razdoblju u Rimu. Njegovi dokazi također se temelje na veličini i korištenom materijalu, ali Pollinijev primarni fokus je pružanje analize ikonografije djela u pokušaju da dokaže da je napravljeno za vrijeme Augustove vladavine, te da ga je možda čak naručio sam August. U tu svrhu, Pollini raspravlja o figurama uklesanim na unutarnjoj i vanjskoj površini i kako ih simbolizam koji se nalazi u svakoj povezuje s aspektom ili regijom Augustovog carstva. Pollinijevo tumačenje ikonografije djela navodi ga na tvrdnju da je ono trebalo prenijeti Augustovo zlatno doba i djelovati kao neka vrsta talismana za širenje snage carstva.

## Vanjske poveznice
|  | Zajednički poslužitelj ima još gradiva o temi Farneška zdjela |